# انگشت حلقه
انگشت حلقه یا انگشت انگشتری نام انگشت چهارم دست از سمت انگشت شست است که در انسان شامل یک انگشت در هر دست می‌شود (در مجموع ۲ انگشت). به‌طور عرفی این انگشت معمولاً محل انداختن انگشتری یا حلقه ازدواج است.
نام کهن‌تر انگشت حلقه انگشت دیگر است. انگشتی که میان انگشت کوچک و انگشت میانگین است.
انگشتان دست به جز انگشت شست دارای سه استخوان مجزا هستند که بین آن‌ها مفصل وجود دارد و در انتهای آن‌ها ناخن قرار دارد.

## دودیسی جنسی
در انسان نسبت اندازه انگشت حلقه و اشاره یک دودیسی جنسی است: به‌طور کلی و میانگین، در مردان؛ انگشت اشاره کوچکتر از انگشت حلقه است و در زنان؛ انگشت نشانه بزرگتر از انگشت حلقه است.